# Danganronpa S: Ultimate Summer Camp
Danganronpa S: Ultimate Summer Camp é um videogame de RPG com elementos de jogo de tabuleiro, desenvolvido e publicado pela Spike Chunsoft para o Nintendo Switch no final de 2021. O jogo, é um spin-off da série de romance visual Danganronpa , sendo uma versão expandida de dois modos de jogo de Danganronpa V3: Killing Harmony (2017), e foi lançado digitalmente como um jogo independente e fisicamente através da compilação de jogos Danganronpa Decadence, como parte das comemorações do 10º aniversário da série Danganronpa.
O jogo se passa em um resort tropical conhecido como Ilha Jabberwock e segue um grupo de 62 estudantes e pessoas relacionadas em busca de esperança ao longo de um programa de testes de verão de 50 dias. O jogo, dirigido por Shun Sasaki, foi lançado em novembro de 2021 no Japão e um mês depois no ocidente. Após o lançamento, o Ultimate Summer Camp foi recebido com uma recepção mista dos críticos, que criticaram principalmente o loop de jogabilidade e a inclusão de microtransações, enquanto apreciavam como o jogo poderia ser apreciado pelos fãs de Danganronpa por suas interações de personagens queridos pelo público.

## Jogabilidade
Danganronpa S: Ultimate Summer Camp é uma versão expandida do mini game Ultimate Talent Development Plan e Despair Dungeon: Monokuma's Test de Danganronpa V3: Killing Harmony. No modo de desenvolvimento do Ultimate Summer Camp, os jogadores aumentam o nível de diferentes personagens de Danganronpa em um cenário semelhante a um jogo de tabuleiro dividido em quadrados, que é percorrido ao longo de 50 turnos, com cada turno representando um dia no jogo. O tabuleiro tem um total de seis ilhas diferentes, que são desbloqueadas ao derrotar o chefe da ilha anterior, com ilhas posteriores permitindo que os jogadores desenvolvam seu personagem mais facilmente. Os quadrados, são divididos em diferentes tipos, que terão resultados únicos, incluindo dar aos jogadores aumentos de estatísticas ou itens, entre outros efeitos. Para percorrer o tabuleiro com mais facilidade, os jogadores podem usar cartas, que são obtidas através de "Card Squares" e permitem que os jogadores movam uma certa quantidade de quadrados. As cartas também podem ter efeitos diferentes, como dar ao personagem um aumento temporário de estatística.
Ao longo do modo de desenvolvimento, os jogadores encontram inimigos, ao derrotar o jogo irá recompensar com pontos de experiência, além de "Jabbercoins", a moeda do jogo, que pode ser usada em lojas para comprar equipamentos ou outros itens. O sistema de combate no Ultimate Summer Camp é semelhante ao de outros RPGs baseados em turnos: os jogadores podem realizar ataques normais e especiais/elementares, com ataques especiais ocupando pontos de habilidade, limitando o número de vezes que podem ser usados, ataques especiais são desbloqueados através do uso de "Fragmentos de Talento", que podem ser desbloqueados pisando em certos quadrados ou vendo certas cenas. Cada personagem também tem uma barra "Despertar", que afeta o poder dos ataques se usado. Se uma batalha for perdida, os jogadores são enviados de volta ao início do tabuleiro.
No modo de batalha estilo o jogo Dungeon crawler, os jogadores formam equipes de até quatro pessoas, usando seus personagens desenvolvidos para lutar contra andares de inimigos em uma "Tower of Despair" de 200 andares de altura. Cada 10º andar no modo apresenta um chefe, derrotando que dará aos jogadores acesso aos próximos 10 andares. Limpar certos andares no modo Batalha dará aos jogadores vantagens no modo Desenvolvimento, permitindo uma progressão mais rápida.
O jogo apresenta um total de 62 personagens jogáveis diferentes, todos com quatro tipos de raridade diferentes, além de 9 "Hype Cards" cada, que darão melhorias ao respectivo personagem caso sejam desbloqueados. Os personagens são desbloqueados através de três tipos diferentes de máquinas de venda automática de gashapon baseadas em sorte, usando moedas especiais que podem ser adquiridas no modo Battle ou completando certos marcos e conquistas. Os jogadores também podem desbloquear personagens por meio de microtransações na Nintendo Switch eShop.

## Enredo
O jogo começa com Komaru Naegi, que foi convidado para um programa de testes organizado pela prestigiosa escola de ensino médio Hope's Peak Academy para futuros graduados, bem como pré-escolares da Hope's Peak Elementary, alguns alunos do curso de reserva da escola, e certos membros da família dos alunos, o último dos quais se aplicando a Komaru Naegi. Depois que todos os participantes se apresentam dentro da academia, os anfitriões do programa se revelam ser um quinteto de filhotes de urso antropomórficos, filhos do mascote da série Danganronpa Monokuma, chamados Monokubs. Os Monokubs revelam que o programa de testes se destina a cultivar os talentos dos participantes, e que será colocado em uma recriação virtual do popular resort Ilha Jabberwock.
Depois que todos foram transportados com sucesso para a Ilha Jabberwock virtual, os Monokubs explicam que, se os alunos quiserem deixar a ilha, eles devem primeiro desbloquear os "Fragmentos de Esperança" de todos, adquiridos por meio de um participante que encontra sua verdadeira esperança e potencial. Além disso, os Monokubs demonstram como eles têm controle total sobre o mundo com varinhas mágicas convocando uma casa de praia. Isso leva o travesso e cínico Monokuma, que também foi convidado para o programa, a roubar uma das varinhas e convocar uma horda de inimigos. Juntos, os participantes conseguem derrotar alguns dos monstros, descobrindo no processo que seus corpos foram energizados para o mundo virtual. Embora os Monokubs consigam recuperar a varinha de Monokuma, a ilha ainda é invadida por monstros, que os participantes têm a tarefa de derrotar ao longo do verão. Nos meses seguintes, à medida que os personagens seguem em sua vida diária, eles descobrem que os Monokubs também têm Fragmentos de Esperança, o que significa que os personagens também precisam ajudá-los a encontrar esperança.
Uma vez que todos os fragmentos de esperança foram adquiridos, os Monokubs realizam uma cerimônia de formatura, embora seja interrompida pelos alunos da Hope's Peak Elementary, que, junto com um dos Monokubs, trai o resto do grupo e tenta prolongar o campo de treinamento. Uma das pré-escolares, Monaca Towa, usa um megafone especial para destruir os Monokubs, na esperança de conseguir suas varinhas. Monokuma acaba pegando as varinhas e, usando-as, ele redefine toda a simulação, destruindo todos os fragmentos de esperança no processo, e tenta forçar os participantes a um jogo de matança mútua depois de apagar a seleção de sua memória. Um participante, Makoto Naegi, de alguma forma mantém sua memória e começa a formular um plano para parar Monokuma usando o megafone de Monaca. Makoto acaba enfrentando Monokuma na ilha central, mas Makoto perde e tem sua memória apagada. Makoto é então salvo pelos outros participantes, que conseguiram recuperar suas memórias depois de ouvir a conversa de Monokuma com Makoto. Juntos, eles conseguem derrotar Monokuma e readquirir seus fragmentos de esperança. Com isso, os participantes podem retornar com sucesso ao mundo real, encerrando o programa, bem como seu tempo no Hope's Peak.

## Desenvolvimento
Danganronpa S: Ultimate Summer Camp foi desenvolvido pela empresa de desenvolvimento japonesa Spike Chunsoft, como forma de comemorar o 10º aniversário da série Danganronpa. O jogo foi dirigido por Shun Sasaki, que anteriormente também atuou como diretor de Danganronpa V3, com música feita pelo compositor da série Masafumi Takada e escrita pelas mesmas pessoas que fizeram as interações "Tempo Livre " no V3. A arte do jogo foi dirigida por Akira Ohyama, embora Rui Komatsuzaki, o designer de personagens de danganronpa, ilustrou a arte promocional do jogo. A arte dos Hype Cards do jogo foi feita em colaboração com vários artistas convidados. Para o jogo, todos os personagens incluídos tiveram que receber novos sprites com trajes de banho, um processo que Sasaki descreveu como demorado e, em alguns casos, difícil.
O plano de levar a série Danganronpa para o Nintendo Switch foi conceituado pela primeira vez na mesma época que os lançamentos móveis de Danganronpa: Trigger Happy Havoc e Danganronpa 2: Goodbye Despair em 2020. De acordo com Sasaki, ele queria criar um estilo diferente de Danganronpa, e sentiu que expandir os modos extras do Danganronpa V3 se encaixaria melhor nesse tema. O jogo foi decidido para acontecer no fictício resort tropical Ilha Jabberwock, o mesmo cenário do segundo jogo, para que o Ultimate Summer Camp tivesse o objetivo de fazer com que os jogadores curtissem mais o mundo de Danganronpa, Sasaki sentiu que seria melhor uma ilha tropical, por ser um local mais familiar para os jogadores, em comparação com outras configurações de Danganronpa. No início do desenvolvimento, o jogo apresentava um estilo de arte totalmente 2D, embora isso tenha sido alterado mais tarde para usar recursos 3D pré-renderizados.
Durante o desenvolvimento, a Spike Chunsoft passou muito tempo tentando equilibrar a jogabilidade entre os diferentes modos do jogo. Uma parte do balanceamento foi fazer com que diferentes personagens e suas raridades não afetassem muito a jogabilidade principal, já que os personagens que os jogadores desbloqueiam dependem muito da sorte. De acordo com Sasaki, o balanceamento não foi concluído até muito mais tarde no desenvolvimento, pois foi aprimorado pouco a pouco à medida que novos recursos foram implementados. As microtransações do jogo foram supostamente adicionadas como forma de evitar a frustração de jogadores que não conseguiram obter seus personagens preferidos.

## Lançamento
O jogo foi anunciado pela primeira vez pela Spike Chunsoft em uma apresentação do Nintendo Direct em julho de 2021, juntamente com o jogo de compilação Danganronpa Decadence , que consiste na trilogia Danganronpa, bem como no Ultimate Summer Camp. Ambos os jogos foram lançados posteriormente em 4 de novembro de 2021, no Japão e Taiwan, com o lançamento norte-americano e europeu em 3 de dezembro. Uma edição de colecionador física de Decadence também foi lançada, e foi publicado pela Spike Chunsoft no Japão e América do Norte, e pela Numskull Games na Europa.

## Recepção
Danganronpa S: Ultimate Summer Camp foi recebido com pensamentos mistos dos críticos, com o site de agregação de resenhas Metacritic calculando uma classificação normalizada de 54/100, com base em 9 resenhas. A jogabilidade e o loop principais do jogo foram criticados pelos críticos por serem repetitivos, bem como pela forma como o Grinding rapidamente se torna necessário para os jogadores progredirem.
Stuart Gipp da Nintendo Life descreveu o jogo como um "total Grinding", comentando que a jogabilidade do modo Development dificilmente muda com novas jogadas, concluindo que o jogo se repete demais. Alana Hagues, escrevendo para RPGFan, criticou o jogo por ser baseado em sorte, usando como exemplos obter as cartas corretas ou aterrissar nas casas mais benéficas. Em uma revisão para Anime News Network, Lauren Orsini expressou como ela esperava mais conteúdo exclusivo dentro do jogo, mas ainda gostava de como o jogo poderia ser jogado por um longo tempo antes da conclusão.
Os críticos foram mais positivos para as interações entre os personagens e escreveram que o jogo poderia ser mais agradável para os fãs de Danganronpa, em comparação com os recém-chegados da série. Biagio Etna, revisando o jogo para a IGN Itália, escreveu que achou "sem dúvida agradável" ver os personagens dos diferentes jogos interagirem, mas criticou a presença de personagens do jogo spin-off Danganronpa Another Episode: Ultra Despair Girls, pois o jogo não foi incluído na coleção Danganronpa Decadence.  Rolling Uchizawa na Famitsu expressou que, devido à premissa do jogo depender de os jogadores conhecerem os personagens, poderia ser difícil de se divertir para os não fãs da série. Em um artigo de impressões para o Destructoid, Eric van Allen se referiu ao jogo como sendo focado no fan service, e escreveu que, embora alguns deles sejam "muito bons", acabou sendo vítima da jogabilidade, que ele sentiu estava faltando.
O uso de microtransações do jogo tem sido um ponto-chave de desagrado nas análises. Gipp condenou a existência de compras no jogo, e expressou mais desaprovação sobre o assunto devido ao jogo não ser free-to-play. Hagues escreveu que "algo sobre [o] sistema esfregou [ela] do jeito errado", mas ainda sentiu que comprar personagens diretamente era mais favorável do que comprar moedas para uso nas máquinas de venda automática. Mollie Patterson, da Electronic Gaming Monthly, em uma revisão de Danganronpa Decadence, assumiu uma postura mais neutra em relação às microtransações, escrevendo que ela nunca sentiu a necessidade de usá-las.